# Franklin (Louisiana)
Franklin település az Amerikai Egyesült Államok Louisiana államában, St. Mary megyében, melynek megyeszékhelye is. Lakosainak száma 6728 fő (2020. április 1.).

## Népesség
A település népességének változása:

| 2010 | 7 660 |
| 2020 | 6 728 |